# J-Crown
El J-Crown (también conocido como J-Crown Octuple Unified Championship, en español Campeonato Unificado Óctuple J-Crown) fue originalmente formado por la New Japan Pro-Wrestling (NJPW) como un intento de unificar ocho campeonatos de Peso Junior y Peso Crucero de varias otras organizaciones. El torneo J-Crown se llevó a cabo en agosto de 1996.

## Historia
El J-Crown fue la unificación de ocho diferentes campeonatos de cinco diferentes organizaciones, incluyendo los de Japón y México. El torneo para coronar al primer campeón se celebró durante cuatro días, desde el 2 de agosto hasta el 5 de agosto de 1996, siendo el evento G1 Climax de la New Japan Pro-Wrestling donde tomaría lugar, llevándose a cabo dos torneos en una sola gira. Se le acreditó al luchador Jushin Thunder Liger la idea de la creación de J-Crown. El campeón inaugural fue The Great Sasuke.
El J-Crown fue defendido por el período de un año. Mientras Último Dragón fue el campeón, los títulos aparecieron en la programación de World Championship Wrestling, con Último Dragón sosteniendo además el Campeonato Peso Crucero de la WCW y el Campeonato Mundial Peso Medio de la NWA al mismo tiempo. cuando Liger fue el campeón, perdió el Campeonato Internacional Peso Pesado Junior de WAR ante Yuji Yasuraoka el 6 de junio de 1997 en Tokio, Japón. Sin embargo, Liger continuó defendiendo el J-Crown con siete cinturones en vez de ocho.
Cinco meses después, la World Wrestling Federation se preparaba para introducir el nuevo Campeonato Peso Pesado Ligero, quienes eran conscientes de que el título original de Peso Pesado Ligero ya no estaba en su posesión (El cinturón físico había sido utilizado desde hace mucho tiempo en México por la Universal Wrestling Association y en Japón por New Japan Pro-Wrestling). La WWF demandó que Shinjiro Otani, el entonces campeón de la J-Crown devolviera el cinturón de inmediato. Él lo hizo el 5 de noviembre de 1997. Además en el mismo día, dejó vacante todos los títulos, a excepción del Campeonato Peso Pesado Junior de la IWGP, dando por terminado el reinado de J-Crown.

## Campeonatos
La siguiente tabla muestra los ocho campeonatos que fueron destinados a unificarse, y se muestra el poseedor del título de cada campeonato antes del torneo.
| Campeonato                                                 | Promoción                       | En posesión de:      |
| ---------------------------------------------------------- | ------------------------------- | -------------------- |
| Campeonato Peso Pesado Junior de la Mancomunidad Británica | Michinoku Pro Wrestling         | Jushin Thunder Liger |
| Campeonato Peso Pesado Junior de la IWGP                   | New Japan Pro-Wrestling         | The Great Sasuke     |
| Campeonato Mundial Peso Pesado Junior de la NWA            | National Wrestling Alliance     | Masayoshi Motegi     |
| Campeonato Mundial Peso Wélter de la NWA                   | Consejo Mundial de Lucha Libre  | Negro Casas          |
| Campeonato Mundial Peso Pesado Ligero Junior de la UWA     | Universal Wrestling Association | Shinjiro Otani       |
| Campeonato Internacional Peso Pesado Junior de la WAR      | Wrestle Association R           | Último Dragón        |
| Campeonato Mundial Peso Pesado Ligero Junior de la WWA     | World Wrestling Association     | Gran Hamada          |
| Campeonato Peso Pesado Ligero de la WWF                    | New Japan Pro-Wrestling         | El Samurai           |

## Torneo
En la primera ronda, The Great Sasuke como Campeón Peso Pesado Junior de la IWGP, derrotó a Masayoshi Motegi quien era el entonces Campeón Mundial Peso Pesado Junior de la NWA, quedándose con los dos títulos. El Samurai como Campeón Peso Pesado Ligero de la WWF, derrotó a Gran Hamada quien era el entonces Campeón Mundial Peso Pesado Ligero Junior de la WWA, quedándose con los dos títulos. Por su parte, Último Dragón como Campeón Internacional Peso Pesado Junior de la WAR, derrotó a Jushin Thunder Liger quien era el entonces Campeón Peso Pesado Junior de la Mancomunidad Británica, quedándose con los dos títulos. Por último en la primera ronda, Shinjiro Otani como Campeón Mundial Peso Pesado Ligero Junior de la UWA, derrotó a Negro Casas quien era el entonces Campeón Mundial Peso Wélter de la NWA, quedándose con los dos títulos.
En la semifinal, The Great Sasuke como Campeón Peso Pesado Junior de la IWGP y campeón Mundial Peso Pesado Junior de la NWA, derrotó a El Samurai quien era el entonces Campeón Peso Pesado Ligero de la WWF y campeón Mundial Peso Pesado Ligero Junior de la WWA, quedándose con los cuatro títulos. En la otra llave, Último Dragón como Campeón Internacional Peso Pesado Junior de la WAR y campeón Peso Pesado Junior de la Mancomunidad Británica, derrotó a Shinjiro Otani quien era el entonces Campeón Mundial Peso Pesado Ligero Junior de la UWA y campeón Mundial Peso Wélter de la NWA, quedándose con los cuatro títulos.
En la final, se enfrentaron los múltiples campeones quienes pondrían en juego todos sus títulos para formar la unión de la J-Crown. Finalmente, The Great Sasuke como Campeón Peso Pesado Junior de la IWGP, Campeón Mundial Peso Pesado Junior de la NWA, Campeón Peso Pesado Ligero de la WWF y campeón Mundial Peso Pesado Ligero Junior de la WWA, derrotó al Último Dragón quien era el entonces Campeón Internacional Peso Pesado Junior de la WAR, Campeón Peso Pesado Junior de la Mancomunidad Británica, Campeón Mundial Peso Pesado Ligero Junior de la UWA y campeón Mundial Peso Wélter de la NWA, quedándose con los ocho títulos.
|  | Cuartos de final     | Cuartos de final     | Cuartos de final |                |               | Semifinales   | Semifinales | Semifinales |  |              | Final        | Final | Final |  |
|  |                      |                      |                  |                |               |               |             |             |  |              |              |       |       |  |
|  |                      |                      |                  |                |               |               |             |             |  |              |              |       |       |  |
|  | Masayoshi Motegi     | Masayoshi Motegi     | Pin              |                |               |               |             |             |  |              |              |       |       |  |
|  | Masayoshi Motegi     | Masayoshi Motegi     | Pin              |                |               |               |             |             |  |              |              |       |       |  |
|  | Great Sasuke         | Great Sasuke         | 11:50            |                |               |               |             |             |  |              |              |       |       |  |
|  | Great Sasuke         | Great Sasuke         | 11:50            |                | Great Sasuke  | Great Sasuke  | Pin         |             |  |              |              |       |       |  |
|  |                      |                      |                  |                | Great Sasuke  | Great Sasuke  | Pin         |             |  |              |              |       |       |  |
|  |                      |                      | El Samurai       | El Samurai     | 16:25         |               |             |             |  |              |              |       |       |  |
|  | Gran Hamada          | Gran Hamada          | El Samurai       | El Samurai     | 16:25         | Pin           |             |             |  |              |              |       |       |  |
|  | Gran Hamada          | Gran Hamada          |                  |                |               |               |             |             |  |              |              |       |       |  |
|  | El Samurai           | El Samurai           | 12:38            |                |               |               |             |             |  |              |              |       |       |  |
|  | El Samurai           | El Samurai           | 12:38            |                |               |               |             |             |  | Great Sasuke | Great Sasuke | Pin   |       |  |
|  |                      |                      |                  |                |               |               |             |             |  | Great Sasuke | Great Sasuke | Pin   |       |  |
|  |                      |                      | Último Dragón    | Último Dragón  | 13:56         |               |             |             |  |              |              |       |       |  |
|  | Jushin Thunder Liger | Jushin Thunder Liger | Último Dragón    | Último Dragón  | 13:56         | Pin           |             |             |  |              |              |       |       |  |
|  | Jushin Thunder Liger | Jushin Thunder Liger |                  |                |               |               |             |             |  |              |              |       |       |  |
|  | Último Dragón        | Último Dragón        | 2:38             |                |               |               |             |             |  |              |              |       |       |  |
|  | Último Dragón        | Último Dragón        | 2:38             |                | Último Dragón | Último Dragón | Pin         |             |  |              |              |       |       |  |
|  |                      |                      |                  |                | Último Dragón | Último Dragón | Pin         |             |  |              |              |       |       |  |
|  |                      |                      | Shinjiro Otani   | Shinjiro Otani | 16:04         |               |             |             |  |              |              |       |       |  |
|  | Negro Casas          | Negro Casas          | Shinjiro Otani   | Shinjiro Otani | 16:04         | Pin           |             |             |  |              |              |       |       |  |
|  | Negro Casas          | Negro Casas          |                  |                |               |               |             |             |  |              |              |       |       |  |
|  | Shinjiro Otani       | Shinjiro Otani       | 11:34            |                |               |               |             |             |  |              |              |       |       |  |
|  | Shinjiro Otani       | Shinjiro Otani       | 11:34            |                |               |               |             |             |  |              |              |       |       |  |
|  |                      |                      |                  |                |               |               |             |             |  |              |              |       |       |  |

## Campeones
La J-Crown fue una unificación de títulos variados de ocho campeonatos de cinco promociones, y fue establecido en 1996. El campeón inaugural fue The Great Sasuke, quien ganó un torneo al derrotar en la final al Último Dragón, el 5 de agosto de 1996 en un house show, desde entonces hubo cinco distintos campeones oficiales, repartidos en 5 reinados en total.
El reinado más largo en la historia de la J-Crown le pertenece a Jushin Thunder Liger, quien mantuvo los campeonatos por 183 días en 1997. Por otro lado, el reinado más corto le pertenece a El Samurai, con solo 35 días en 1997 al perderlo ante Shinjiro Otani el 10 de agosto de 1997 en un house show. Aquel reinado es el más corto en la historia de la J-Crown.
En cuanto a los días en total como campeón (un acumulado entre la suma de todos los días de los reinados individuales de cada luchador), Jushin Thunder Liger también posee el primer lugar, con 183 días como campeón en su único reinado. Le siguen Shinjiro Otani (87 días en su único reinado), Último Dragón (85 días en su único reinado), The Great Sasuke (67 días en su único reinado), y El Samurai (35 días en su único reinado).
El campeón más joven en la historia es Shinjiro Otani, quien a los 25 años y 76 días derrotó a El Samurai el 10 de agosto de 1997 en un house show. En contraparte, el campeón más viejo es Jushin Thunder Liger, quien a los 32 años y 218 días derrotó a Último Dragón el 4 de enero de 1997 en Wrestling World 1997. En cuanto al peso de los campeones, Shinjiro Otani es el más pesado con 107 kilogramos, mientras que The Great Sasuke es el más liviano con 82 kilogramos.

### Lista de campeones
|   | Luchador             | N.º | Fecha                  | Días | Show o evento                             | Notas y referencias |
| - | -------------------- | --- | ---------------------- | ---- | ----------------------------------------- | --- |
| 1 | Great Sasuke         | 1   | 5 de agosto de 1996    | 67   | House show                                | Derrotó al Último Dragón en la final de un torneo para convertirse en el primer campeón. |
| 2 | Último Dragón        | 1   | 11 de octubre de 1996  | 85   | Osaka Crush Night (Wrestle Association R) | Durante su reinado, Último Dragón capturó el Campeonato Mundial Peso Medio de la NWA y el Campeonato Peso Crucero de la WCW, convirtiéndolo en el luchador más condecorado en la historia, así como el campeón con más títulos por defender con diez, un récord que todavía está vigente. |
| 3 | Jushin Thunder Liger | 1   | 4 de enero de 1997     | 183  | Wrestling World 1997                      | Perdió el Campeonato Internacional Peso Pesado Junior de WAR ante Yuji Yasuraoka el 6 de junio de 1997, en Tokio, Japón. Desde este punto la J-Crown es representada por siete campeonatos.                                                                                               |
| 4 | El Samurai           | 1   | 6 de julio de 1997     | 35   | House show                                | [ 40 ] [ 41 ] [ 42 ] [ 43 ] [ 44 ] [ 45 ] [ 46 ] [ 47 ] |
| 5 | Shinjiro Otani       | 1   | 10 de agosto de 1997   | 87   | House show                                | [ 48 ] [ 49 ] [ 50 ] [ 51 ] [ 52 ] [ 53 ] [ 54 ] [ 55 ] |
| — | Abandonado           | —   | 5 de noviembre de 1997 | —    |                                           | La World Wrestling Federation demandó que Shinjiro Otani devolviera el Campeonato Peso Pesado Ligero de la WWF de inmediato. En el mismo día, Otani dejó vacante todos los títulos a excepción del Campeonato Peso Pesado Junior de la IWGP, dando por terminado el reinado de J-Crown.   |

### Total de días con el título
La siguiente lista muestra el total de días que un luchador ha poseído el campeonato si se suman todos los reinados que posee.
| N.º | Campeón              | Reinados | Total de días |
| --- | -------------------- | -------- | ------------- |
| 1   | Jushin Thunder Liger | 1        | 183           |
| 2   | Shinjiro Otani       | 1        | 87            |
| 3   | Último Dragón        | 1        | 85            |
| 4   | Great Sasuke         | 1        | 67            |
| 5   | El Samurai           | 1        | 35            |